# Liaoningská kašmírská koza
Liaoningská kašmírská koza, lianoning je srstnaté plemeno kozy, které se chová k produkci kašmírské vlny. Je to původem čínské plemeno, chované hlavně v provincii Liao-ning.
Je to plemeno středního tělesného rámce, s bílou dlouhou srstí. Kozlové mají dlouhé, do stran stočené rohy. Roční produkce kašmíru je 500-600g.